# Regenwurmlager
Das Regenwurmlager war ein 1938 errichteter, umfangreicher Kasernenkomplex der deutschen Wehrmacht am Bach Regenwurm in der Nähe der Stadt Meseritz an der Grenze zu Polen. Er war der Festungsfront Oder-Warthe-Bogen zugeordnet.
Im Zweiten Weltkrieg diente das Regenwurmlager als Ausbildungsstätte für mehrere dem Amt Abwehr unterstellte Sonderverbände zum Einsatz gegen die britische Kolonialmacht im Nahen Osten, wie der Legion Freies Indien, der Deutsch-arabischen Legion sowie einzelner Kompanien aus Iranern und Afghanen. Zu den Besuchern gehörten Subhash Chandra Bose und Mohammed Amin al-Husseini. Abwehrchef Wilhelm Canaris benutzte die Abwehrschule als Auffangeinheit für einzelne Regimekritiker. So wurde es nach der Auflösung des Bataillons Nachtigall zur Wirkungsstätte von Friedrich Wilhelm Heinz.
Im Januar 1945 durchbrach in der Weichsel-Oder-Operation das 11. Gardepanzerkorps der Roten Armee überraschend das noch unzureichend bemannte Befestigungssystem im Raum Meseritz. Der unzerstörte Kasernenkomplex Regenwurmlager wurde zum Quartier der polnischen Armee, später der Sowjetarmee. 